# Marc Vidal i Pou
Marc Vidal Pou (Mataró, Maresme, 1954) és un polític català diputat al Parlament de Catalunya per ICV-EUiA, en la X i XI legislatura.

## Biografia
Llicenciat en psicopedagogia, ha exercit de professor de llengua catalana a l'INS Baix Empordà de Palafrugell fins al moment d'incorporar-se al Parlament. Anteriorment ha ocupat els càrrecs de secretari General del Sindicat d'Ensenyament de Comissions Obreres de Catalunya a Girona i secretari de Comunicació de la Federació d'Ensenyament de Comissions Obreres de Catalunya a Catalunya.
També va ser nomenat Director del Servei Territorial del Departament d'Interior, Relacions Institucionals i Participació a Girona en el darrer  Govern d'Entesa. Des de 2007 és regidor a l'Ajuntament de Regencós i també conseller comarcal del Baix Empordà des del 2011 fins al 2015. El juny d'aquest any va ser escollit President d'ICV a les Comarques Gironines.
Vidal va presentar de cap de llista de la coalició d'esquerres Catalunya Sí que es Pot a la llista de la circumscripció de Girona en les eleccions catalanes de 2015.